# Neuseeländische Hockeynationalmannschaft der Damen

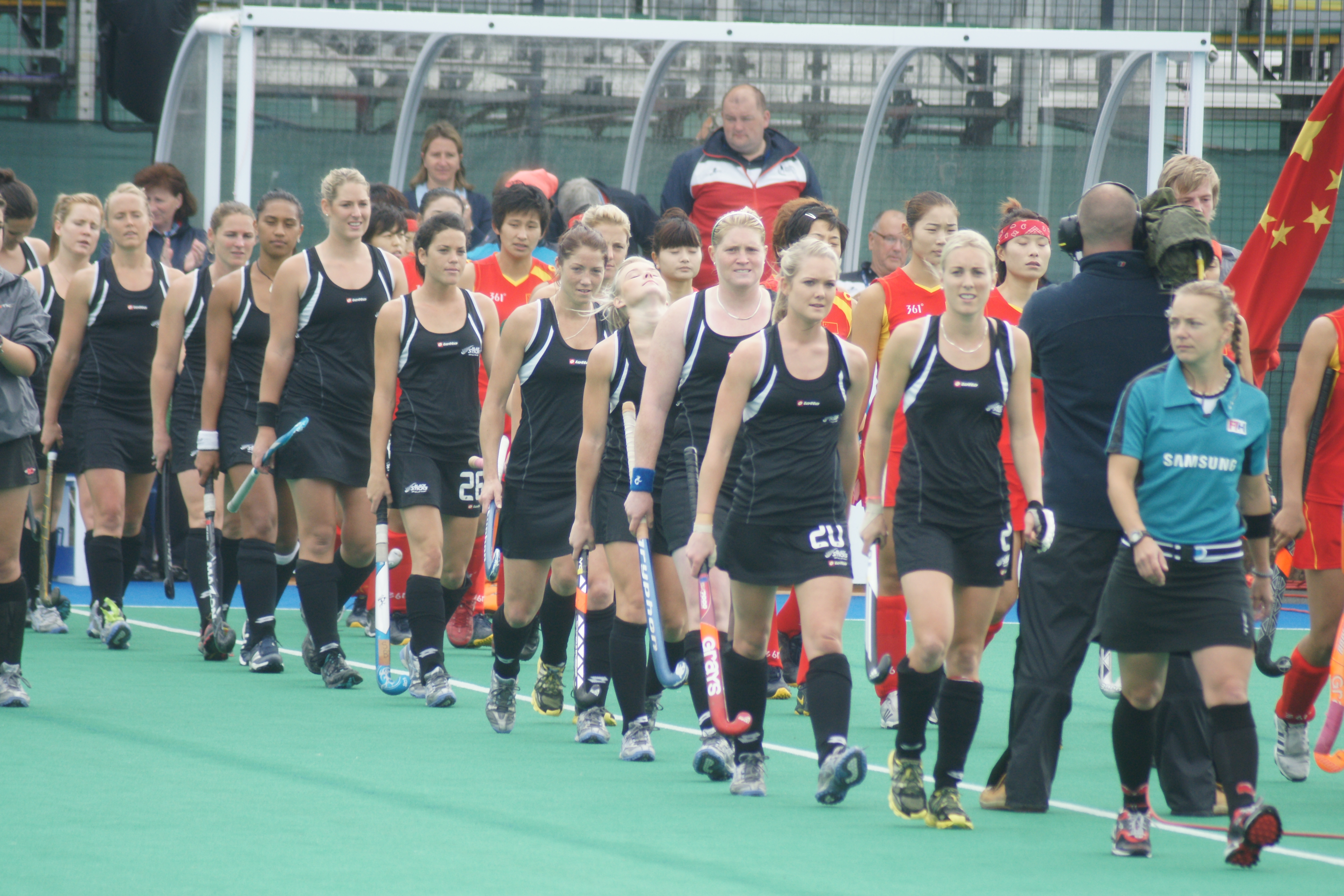
Black Sticks (2009)

Die neuseeländische Hockeynationalmannschaft der Damen vertritt Neuseeland bei internationalen Hockeyturnieren. Ihr erstes internationales Spiel bestritt sie am 4. August 1935 in Melbourne gegen Australien. Beide neuseeländischen Nationalmannschaften tragen den Spitznamen „Black Sticks“.
Aktuell rangiert Neuseeland auf Platz 4 der Welt- und Platz 2 der Ozeanienrangliste.
In den 1970ern nahm Neuseeland an Weltmeisterschaften nicht teil.

## Olympische Spiele
- 1980 – nicht teilgenommen
- 1984 – Platz 6
- 1988 – nicht teilgenommen
- 1992 – Platz 8
- 1996 – nicht teilgenommen
- 2000 – Platz 6
- 2004 – Platz 6
- 2008 – Platz 12
- 2012 – Platz 4
- 2016 – Platz 4
- 2020 – Viertelfinale
- 2024: – nicht qualifiziert

## Weltmeisterschaften
- 1974–1981 – nicht teilgenommen
- 1983 – Platz 8
- 1986 – Platz 4
- 1990 – Platz 7
- 1994 – nicht teilgenommen
- 1998 – Platz 6
- 2002 – Platz 11
- 2006 – nicht teilgenommen
- 2010 – Platz 7
- 2014 – Platz 5
- 2018 – Platz 11
- 2022 – Platz 5

## Commonwealth Games
- 1998 – Bronze
- 2002 – Platz 4
- 2006 – Platz 4
- 2010 – Silber
- 2014 – Bronze
- 2018 – Gold
- 2022 – Platz 4

## Oceania Cup
- 1999 – alle Spiele gegen Australien verloren
- 2003 – alle Spiele gegen Australien

## Champions Trophy
- 1987 – Platz 6
- 1989–1998 – nicht teilgenommen
- 1999 – Platz 5
- 2000 – Platz 6
- 2001 – Platz 5
- 2002 – Platz 5
- 2003 – nicht teilgenommen
- 2004 – Platz 6
- 2005 – nicht teilgenommen
- 2006 – Platz 6
- 2007–2009 – nicht teilgenommen
- 2010 – Platz 5
- 2011 – Bronze
- 2012 – Platz 6
- 2014 – Platz 4

## Champions Challenge
- 2002 – nicht teilgenommen
- 2003 – Platz 4
- 2005 – Gold
- 2007 – Platz 5
- 2009 – Gold

## Berühmte Spielerin
- Helen Clarke